# Lista de vice-presidentes das Filipinas
Esta é a lista de vice-presidentes das Filipinas. O vice-presidente das Filipinas (filipino; Pangalawang Pangulo ng Pilipinas) é o segundo mais alto funcionário executivo do governo das Filipinas. O vice-presidente pode ser membro do congresso sem confirmação da comissão de nomeações e é o primeiro na linha de sucessão presidencial. 15 vice-presidentes.

## Histórico
O cargo de vice-presidente foi inicialmente criado após a ratificação da Constituição das Filipinas de 1935, que estabelece que o vice-presidente será eleito por sufrágio universal. Os vice-presidentes durante a Comunidade das Filipinas estavam sob a soberania americana, e não havia cargo de vice-presidente durante a Segunda República, que foi um estado fantoche do Japão Imperial durante a Segunda Guerra Mundial. Durante a lei marcial declarada pelo presidente Ferdinand Marcos de 1972 a 1981, o cargo de vice-presidente foi abolido e o vice-presidente em exercício, Fernando Lopez, foi removido do cargo. Embora a Constituição de 1973 inicialmente não previsse um vice-presidente, as emendas subsequentes restauraram o cargo. Um vice-presidente foi nomeado após a eleição de 1986, quando Marcos e Arturo Tolentino foram proclamados vencedores pelo Batasang Pambansa (Congresso Nacional). No entanto, em 1986, a Revolução do Poder Popular derrubou a ditadura de Macros e revogou a Constituição de 1973. A Constituição das Filipinas de 1987, posteriormente formada, foi estabelecida, que afirma que: "Haverá um vice-presidente que terá as mesmas qualificações e mandato e será eleito com e da mesma maneira que o presidente.
Antes da ratificação da constituição de 1987, em caso de vacância, não havia processo para nomear um novo vice-presidente até depois da próxima eleição. No entanto, após a ratificação da constituição de 1987, o presidente poderia nomear um vice-presidente em caso de vacância, sendo o substituto um membro do congresso, a quem ambas as casas votam separadamente para confirmação por maioria de votos. Em 2001, Gloria Macapagal-Arroyo tornou-se presidente depois que a Suprema Corte das Filipinas aceitou a renúncia do presidente Joseph Estrada. Poucos dias depois, ela nomeou Teofisto Guingona como vice-presidente.
Três vice-presidentes sucederam à presidência devido à morte de presidentes: Sergio Osmeña em 1944, Elpidio Quirino em 1948, e Carlos P. Garcia em 1957. Fernando Lopez foi o vice-presidente que por mais tempo serviu, sendo por um total combinado de quase 11 anos. Elpidio Quirino atuou o menor tempo como vice-presidente por aproximadamente 1 ano e 11 meses. Sara Duterte é a atual vice-presidente.

## Vice-presidentes das Filipinas
| #                                                                | Retrato                                                          | Nome                                                             | Início do Mandato                                                | Fim do Mandato                                                   | Partido                                                          | Presidente              |
| Comunidade (1935-1946)                                           | Comunidade (1935-1946)                                           | Comunidade (1935-1946)                                           | Comunidade (1935-1946)                                           | Comunidade (1935-1946)                                           | Comunidade (1935-1946)                                           | Comunidade (1935-1946)  |
| ---------------------------------------------------------------- | ---------------------------------------------------------------- | ---------------------------------------------------------------- | ---------------------------------------------------------------- | ---------------------------------------------------------------- | ---------------------------------------------------------------- | ----------------------- |
| 1                                                                |                                                                  | Sergio Osmeña (1878-1961)                                        | 15 de novembro de 1935                                           | 1 de agosto de 1944                                              | Nacionalista                                                     | Manuel Quezón           |
| Vacante (1 de agosto de 1944 - 28 de maio de 1946)               | Vacante (1 de agosto de 1944 - 28 de maio de 1946)               | Vacante (1 de agosto de 1944 - 28 de maio de 1946)               | Vacante (1 de agosto de 1944 - 28 de maio de 1946)               | Vacante (1 de agosto de 1944 - 28 de maio de 1946)               | Vacante (1 de agosto de 1944 - 28 de maio de 1946)               | Sergio Osmeña           |
| Terceira República (1946-1972)                                   |                                                                  |                                                                  |                                                                  |                                                                  |                                                                  |                         |
| 2                                                                |                                                                  | Elpidio Quirino (1890-1956)                                      | 28 de maio de 1946                                               | 15 de abril de 1948                                              | Liberal                                                          | Manuel Roxas            |
| Vacante (17 de abril de 1948 - 30 de dezembro de 1949)           | Vacante (17 de abril de 1948 - 30 de dezembro de 1949)           | Vacante (17 de abril de 1948 - 30 de dezembro de 1949)           | Vacante (17 de abril de 1948 - 30 de dezembro de 1949)           | Vacante (17 de abril de 1948 - 30 de dezembro de 1949)           | Vacante (17 de abril de 1948 - 30 de dezembro de 1949)           | Elpidio Quirino         |
| 3                                                                |                                                                  | Fernando Lopez (1904-1993)                                       | 30 de dezembro de 1949                                           | 30 de dezembro de 1953                                           | Democrático                                                      | Elpidio Quirino         |
| 4                                                                |                                                                  | Carlos P. Garcia (1896-1971)                                     | 30 de dezembro de 1953                                           | 17 de março de 1957                                              | Nacionalista                                                     | Ramon Magsaysay         |
| Vacante (17 de março de 1957 - 30 de dezembro de 1957)           | Vacante (17 de março de 1957 - 30 de dezembro de 1957)           | Vacante (17 de março de 1957 - 30 de dezembro de 1957)           | Vacante (17 de março de 1957 - 30 de dezembro de 1957)           | Vacante (17 de março de 1957 - 30 de dezembro de 1957)           | Vacante (17 de março de 1957 - 30 de dezembro de 1957)           | Carlos P. Garcia        |
| 5                                                                |                                                                  | Diosdado Macapagal (1910-1997)                                   | 30 de dezembro de 1957                                           | 30 de dezembro de 1961                                           | Liberal                                                          | Carlos P. Garcia        |
| 6                                                                |                                                                  | Emmanuel Pelaez (1915-2003)                                      | 30 de dezembro de 1961                                           | 30 de dezembro de 1965                                           | Nacionalista                                                     | Diosdado Macapagal      |
| 7                                                                |                                                                  | Fernando Lopez (1904-1993)                                       | 30 de dezembro de 1965                                           | 23 de setembro de 1972                                           | Nacionalista                                                     | Ferdinand Marcos        |
| Quarta República (1972-1986)                                     |                                                                  |                                                                  |                                                                  |                                                                  |                                                                  |                         |
| Cargo abolido (23 de setembro de 1972 - 25 de fevereiro de 1986) | Cargo abolido (23 de setembro de 1972 - 25 de fevereiro de 1986) | Cargo abolido (23 de setembro de 1972 - 25 de fevereiro de 1986) | Cargo abolido (23 de setembro de 1972 - 25 de fevereiro de 1986) | Cargo abolido (23 de setembro de 1972 - 25 de fevereiro de 1986) | Cargo abolido (23 de setembro de 1972 - 25 de fevereiro de 1986) | Ferdinand Marcos        |
| Quinta República (1986-presente)                                 |                                                                  |                                                                  |                                                                  |                                                                  |                                                                  |                         |
| 8                                                                |                                                                  | Salvador Laurel (1928-2004)                                      | 25 de fevereiro de 1986                                          | 30 de junho de 1992                                              | UNIDO/Nacionalista                                               | Corazón Aquino          |
| 9                                                                |                                                                  | Joseph Estrada (n.1937)                                          | 30 de junho de 1992                                              | 30 de junho de 1998                                              | NPC/Laban                                                        | Fidel V. Ramos          |
| 10                                                               |                                                                  | Gloria Macapagal-Arroyo (n.1947)                                 | 30 de junho de 1998                                              | 20 de janeiro de 2001                                            | Lakas                                                            | Joseph Estrada          |
| Vacante (20 de janeiro de 2001 - 7 de fevereiro de 2001)         | Vacante (20 de janeiro de 2001 - 7 de fevereiro de 2001)         | Vacante (20 de janeiro de 2001 - 7 de fevereiro de 2001)         | Vacante (20 de janeiro de 2001 - 7 de fevereiro de 2001)         | Vacante (20 de janeiro de 2001 - 7 de fevereiro de 2001)         | Vacante (20 de janeiro de 2001 - 7 de fevereiro de 2001)         | Gloria Macapagal-Arroyo |
| 11                                                               |                                                                  | Teofisto Guigona Jr. (n.1928)                                    | 7 de fevereiro de 2001                                           | 30 de junho de 2004                                              | Lakas                                                            | Gloria Macapagal-Arroyo |
| 12                                                               |                                                                  | Noli de Castro (n.1949)                                          | 30 de junho de 2004                                              | 30 de junho de 2010                                              | Independente                                                     | Gloria Macapagal-Arroyo |
| 13                                                               |                                                                  | Jejomar Binay (n.1942)                                           | 30 de junho de 2010                                              | 30 de junho de 2016                                              | PDP-Laban                                                        | Noynoy Aquino           |
| 14                                                               |                                                                  | Leni Robredo (n.1965)                                            | 30 de junho de 2016                                              | 30 de junho de 2022                                              | Liberal                                                          | Rodrigo Duterte         |
| 15                                                               |                                                                  | Sara Duterte (n.1978)                                            | 20 de junho de 2022                                              | Presente                                                         | Lakas–CMD                                                        | Bongbong Marcos         |

## Referência
1. ↑  «Chapter 15». Red Lightning Books. 2 de fevereiro de 2021: 26–27. Consultado em 13 de maio de 2022
2. 1 2  Robredo, Leni (18 de novembro de 2021). «The Power of the People». Alon: Journal for Filipinx American and Diasporic Studies (3). ISSN 2767-4568. doi:10.5070/ln41354954. Consultado em 13 de maio de 2022
3. ↑  «Philippines - Official Gazette». Foreign Law Guide. Consultado em 13 de maio de 2022
4. ↑  «OFFICIALS OF THE COLLEGE». MQUP: 103–126. Consultado em 13 de maio de 2022
5. ↑  «History - Office of the Vice President of the Republic of the Philippines». www.ovp.gov.ph. Consultado em 13 de maio de 2022
6. ↑  «BBC debunks a viral image from Ireland's The Sun». dx.doi.org. Consultado em 13 de maio de 2022
7. 1 2  Environment law : Official Gazette No. 912, dated 25 January 2007 / Islamic Republic of Afghanistan. \. [S.l.]: Afghanistan Centre at Kabul University. 2007 line feed character character in |título= at position 101 (ajuda)
8. ↑  Howard, Robert (2021). «President-Elect Biden and Vice President–Elect Harris Announce One of Most Diverse Cabinets in History : November 23, November 30, December 7, December 10, December 17, 2020, and January 7, 2021». 2455 Teller Road, Thousand Oaks California 91320: CQ Press: 673–682. Consultado em 13 de maio de 2022
9. ↑  Milsom, John (2001). «Three Verse Anthems Retrieved: Tracking Tomkins». The Musical Times (1875). 54 páginas. ISSN 0027-4666. doi:10.2307/1004470. Consultado em 13 de maio de 2022